# Now and Zen
Albums de Robert Plant
Shaken 'n' Stirred
(1985) Manic Nirvana
(1990)
Singles
1. Heaven Knows
Sortie : 18 janvier 1988
2. Tall Cool One
Sortie : 1988
3. Tall Cool One
Sortie : 1988

Now and Zen est le quatrième album studio de Robert Plant. Il sort le 29 février 1988 sur le label Es Paranza et est produit par Robert Plant, Tim Palmer et Phil Johnstone.

## Historique
Dans cet opus, Plant retrouve, avec une nouvelle formation, un son plus proche de celui de Led Zeppelin. Tout en continuant à utiliser une technologie audio informatisée, il intègre du blues, qu'il avait précédemment abandonné, comme s'il se réconciliait avec son passé musical. La guitare au premier plan et l'ajout de sons orientaux (Heaven Knows) marquent un changement de direction de l'artiste que l'on retrouvera dans les années 1990 sur No Quarter: Jimmy Page and Robert Plant Unledded.
On retrouve Jimmy Page à la guitare sur deux titres (Heaven Knows et Tall Cool One)
L'album se classe 6e au Billboard 200 et 10e au UK Albums Chart et est certifié triple disque de platine par la Recording Industry Association of America (RIAA) le 7 septembre 2001.
En 2007, une réédition remastérisée, avec trois titres bonus, est publiée par Rhino Entertainment.

## Titres

### Face 1
| No | Titre           | Auteur                                | Durée |
| -- | --------------- | ------------------------------------- | ----- |
| 1. | Heaven Knows    | David Barratt, Phil Johnstone         | 4:06  |
| 2. | Dance on My Own | Robert Crash, Johnstone, Robert Plant | 4:30  |
| 3. | Tall Cool One   | Johnstone, Plant                      | 4:40  |
| 4. | The Way I Feel  | Doug Boyle, Johnstone, Plant          | 5:40  |

### Face 2
| No | Titre                 | Auteur           | Durée |
| -- | --------------------- | ---------------- | ----- |
| 5. | Helen of Troy         | Johnstone, Plant | 5:06  |
| 6. | Billy's Revenge       | Johnstone, Plant | 3:34  |
| 7. | Ship of Fools         | Johnstone, Plant | 5:01  |
| 8. | Why                   | Crash, Plant     | 4:14  |
| 9. | White, Clean and Neat | Johnstone, Plant | 5:28  |

### Titre bonus compact disc
| No  | Titre                    | Auteur              | Durée |
| --- | ------------------------ | ------------------- | ----- |
| 10. | Walking Towards Paradise | Jerry Lynn Williams | 4:40  |

| 11. | Billy's Revenge (live) | Johnstone, Plant | 6:00  |
| 12. | Ship of Fools (live)   | Johnstone, Plant | 10:35 |
| 13. | Tall Cool One (live)   | Johnstone, Plant | 5:07  |

## Musiciens
- Robert Plant : chant
- Phil Johnstone : claviers, programmation
- Doug Boyle : guitares
- Phil Scragg : basse
- Chris Blackwell : batterie, percussions

### Musiciens additionnels
- Jimmy Page : guitare sur Heaven Knows et Tall Cool One
- David Barratt : claviers, programmation
- Toni Halliday : chœurs
- Marie Pierre : chœurs
- Kirsty MacColl : chœurs
- Robert Crash : programmation

## Charts et certifications

### Album
Charts
| Pays             | Durée du classement | Meilleur classement | Date           |
| ---------------- | ------------------- | ------------------- | -------------- |
| Allemagne        | 2 semaines          | 48e                 | 28 mars 1988   |
| Australie        | 7 semaines          | 27e                 | 3 juillet 1988 |
| Canada           | 32 semaines         | 4e                  | 9 avril 1988   |
| États-Unis       | 48 semaines         | 6e                  | 21 mai 1988    |
| Norvège          | 6 semaines          | 12e                 | 7 mars 1988    |
| Nouvelle-Zélande | 10 semaines         | 7e                  | 3 avril 1988   |
| Pays-Bas         | 4 semaines          | 31e                 | 12 mars 1988   |
| Royaume-Uni      | 7 semaines          | 10e                 | 12 mars 1988   |
| Suède            | 3 semaines          | 18e                 | 16 mars 1988   |

Certifications
| Pays              | Certification | Ventes      | Date             |
| ----------------- | ------------- | ----------- | ---------------- |
| États-Unis (RIAA) | 3 × Platine   | 3 000 000 + | 7 septembre 2001 |
| Royaume-Uni (BPI) | Or            | 100 000 +   | 1er mars 1992    |

### Singles
| Single                              | Chart                  | Durée du classement | Position | Date              |
| ----------------------------------- | ---------------------- | ------------------- | -------- | ----------------- |
| Heaven Knows                        | Mainstream Rock Tracks | 12 semaines         | 1er      | 12 février 1988   |
| Heaven Knows                        | RPM Top Singles        | 6 semaines          | 65e      | 16 avril 1988     |
| Heaven Knows                        | RMNZ Singles Top40     | 7 semaines          | 19e      | 3 avril 1988      |
| Heaven Knows                        | UK Singles Chart       | 5 semaines          | 33e      | 13 février 1988   |
| Tall Cool One                       | Hot 100                | 18 semaines         | 25e      | 2 juillet 1988    |
| Tall Cool One                       | Mainstream Rock Tracks | 16 semaines         | 1er      | 9 avril 1988      |
| Tall Cool One                       | ARIA Charts            | 3 semaines          | 47e      | 26 juin 1988      |
| Tall Cool One                       | RPM Top Singles        | 13 semaines         | 15e      | 9 juillet 1988    |
| Tall Cool One                       | UK Singles Chart       | 1 semaine           | 87e      | 30 avril 1988     |
| Ship of Fools                       | Hot 100                | 4 semaines          | 84e      | 3 septembre 1988  |
| Ship of Fools                       | Mainstream Rock Tracks | 23 semaines         | 3e       | 11 juin 1988      |
| Ship of Fools                       | UK Singles Chart       | 2 semaines          | 76e      | 17 septembre 1988 |
| Dance on My Own (US promo)          | Mainstream Rock Tracks | 13 semaines         | 10e      | 13 août 1988      |
| The Way I Feel (US promo)           | Mainstream Rock Tracks | 3 semaines          | 46e      | 19 novembre 1988  |
| Walking Towards Paradise (US promo) | Mainstream Rock Tracks | 5 semaines          | 39e      | 14 janvier 1989   |